# Tresignana
Tresignana ist eine italienische Gemeinde  in der Provinz Ferrara in der Emilia-Romagna. Sie wurde durch eine zum 1. Januar 2019 genehmigte Fusion aus den bis dahin selbstständigen Gemeinden Tresigallo und Formignana gebildet. Nachbargemeinden sind Ferrara, Copparo, Ostellato, Fiscaglia und Jolanda di Savoia.